# Thallomys nigricauda
Thallomys nigricauda är en däggdjursart som först beskrevs av Thomas 1882.  Thallomys nigricauda ingår i släktet Thallomys och familjen råttdjur. IUCN kategoriserar arten globalt som livskraftig. Inga underarter finns listade.
Arten har i princip samma utseende som Thallomys paedulcus med undantaget att svansen är svart (Thallomys paedulcus har en brun svans). Dessutom är de mörka ögonringarna hos Thallomys nigricauda tydligare. Arterna skiljer sig även i sina genetiska egenskaper. Pälsen på ovansidan är främst ljusgrå med gul skugga på vissa ställen och undersidan är täckt av vit päls. Även fötterna har en vit färg. Huvudet kännetecknas av breda bruna öron. Thallomys nigricauda når en kroppslängd av 28 till 36 cm, inklusive en 14 till 19 cm lång svans och vikten är 63 till 160 g.
Denna gnagare förekommer från västra Angola över nästan hela Namibia och Botswana till norra Sydafrika. Habitatet utgörs av buskskogar, ofta med akacior som dominerande växt. Individerna lever i familjegrupper som bygger ett näste av växtdelar.